# Tamborina wypanda
Tamborina wypanda är en insektsart som beskrevs av Otte, D. och R.D. Alexander 1983. Tamborina wypanda ingår i släktet Tamborina och familjen syrsor. Inga underarter finns listade i Catalogue of Life.